# Großer Preis von Ungarn 1999
Der Große Preis von Ungarn 1999 (offiziell XV Marlboro Magyar Nagydíj) fand am 15. August auf dem Hungaroring in Mogyoród statt und war das elfte Rennen der Formel-1-Weltmeisterschaft 1999.

## Bericht

### Hintergrund
Nach dem Großen Preis von Deutschland führte Eddie Irvine in der Fahrerwertung mit acht Punkten vor Mika Häkkinen und mit 19 Punkten vor Heinz-Harald Frentzen. In der Konstrukteurswertung führte Ferrari mit 16 Punkten vor McLaren-Mercedes und mit 52 Punkten vor Jordan-Mugen-Honda.
Bei Ferrari wurde der verletzte Michael Schumacher zum dritten Mal von Mika Salo vertreten.
Mit Jacques Villeneuve und Damon Hill (jeweils zweimal) traten zwei ehemalige Sieger zu diesem Grand Prix an.

### Training

#### Freitagstraining
Irvine holte sich mit 1:19,476 Minuten die schnellste Zeit vor Häkkinen, David Coulthard, Rubens Barrichello, Salo und Frentzen. Der langsamste Fahrer, Pedro de la Rosa, lag rund viereinhalb Sekunden hinter der Bestzeit.

#### Samstagstraining
Häkkinen erzielte mit 1:18,219 Minuten die schnellste Trainingszeit vor seinem Teamkollegen Coulthard. Dahinter folgten Frentzen, Johnny Herbert, Barrichello und Villeneuve. Die Ferrari-Piloten Irvine und Salo erreichten nur die Plätze elf und 15. Jean Alesi hatte während der Sitzung einen schweren Unfall und erlitt eine Prellung am Fuß. Der langsamste Fahrer, Toranosuke Takagi, lag rund vier Sekunden hinter der Bestzeit.

### Qualifying
Mit 1:18,156 Minuten war Häkkinen der schnellste Fahrer, um ein Zehntel vor seinem Konkurrenten Irvine. Dahinter folgten Coulthard, Giancarlo Fisichella, Frentzen und Hill. Salo hatte während des Rennwochenendes Probleme mit der Abstimmung seines Wagens und erreichte nur die 18. Position. Alesi konnte trotz einer Prellung am Fuß an der Sitzung teilnehmen und erreichte Platz elf. Der langsamste Fahrer, Marc Gené, lag rund vier Sekunden hinter der Bestzeit.

### Warm-Up
Coulthard holt sich vor seinem Teamkollegen Häkkinen mit 1:20,420 Minuten die schnellste Zeit, dahinter folgten Frentzen, Fisichella, Irvine und Alesi. Salo erreichte nur den 14. Platz und Ralf Schumacher hatte während der Sitzung Probleme und konnte keine gezeitete Runde zurücklegen. Der langsamste Fahrer, Gené, lag rund dreieinhalb Sekunden hinter der Bestzeit.

### Rennen
Beim Start konnte sich Häkkinen vor Irvine halten, Coulthard, Villeneuve und Salo erwischten einen schlechten Start und rutschten auf die Plätze fünf, 13 und 20 zurück. Nach der ersten Runde führte Häkkinen, welcher mittlerweile anfing, einen Vorsprung auf den dahinterliegenden Irvine aufbauen, vor Fisichella, Frentzen, Coulthard und Hill. In Runde zehn liegt Salo weiterhin auf Platz 20 hinter de la Rosa zurück und verlor ganze vier Sekunden auf den Führenden, bis er in Runde 23 überrundet wurde. 
Mit Runde 29 wurde die Boxenstoppserie eröffnet, Irvine kam auf Platz zwei liegend an die Box und in der folgenden Runde der nun Drittplatzierte Frentzen, welcher knapp hinter Fisichella wieder auf die Strecke zurückkam. Der Führende Häkkinen fuhr in Runde 31 in die Box, nach 7,4 Sekunden Stehzeit blieb er weiter der Erstplatzierte. Coulthard konnte dank eines schnellen Boxenstoppes und schnellen Runden davor Frentzen und Fisichella für Platz drei überholen. Mit Runde 52 begann Fisichella die zweite Boxenstoppserie der Top-Fahrer, doch ein Getriebedefekt ließ ihn das Rennen nicht mehr fortsetzen. Häkkinen erledigte in Runde 55 seinen Stopp und konnte die Führung behalten, dahinter folgten in Runde 57 Irvine und Coulthard an die Boxengasse. Trotz des etwas schnelleren Boxenstopps konnte Irvine auf Platz zwei bleiben, bis er in Runde 67 in der siebten Kurve sich verbremste und so Coulthard den zweiten Platz ermöglichte. Häkkinen blieb die verbleibenden Runden in Führung und konnte somit das Rennen vor Coulthard und Irvine gewinnen. Frentzen wurde Vierter, Barrichello Fünfter und Hill Sechster. Villeneuve schied in der 60. Runde mit einem Kupplungsschaden aus. Für den Weltmeister von 1997 war es somit im elften Saisonrennen der elfte Ausfall.
Die Siegertrophäe für Häkkinen wurde von Tamás Deutsch, dem ungarischen Minister für Jugend und Sport, überreicht. Den Pokal für den siegreichen Konstrukteur McLaren wurde ebenfalls von Tamás Deutsch an Ron Dennis überreicht.
Coulthard sicherte sich mit 1:20,699 Minuten die schnellste Runde.
In der Fahrerwertung blieb Irvine vor Häkkinen. Coulthard war neuer Dritter, punktgleich mit Frentzen. In der Konstrukteurswertung blieben die ersten drei Positionen unverändert.

## Meldeliste
| Team                         | Nr. | Fahrer                | Chassis        | Motor                 | Reifen |
| ---------------------------- | --- | --------------------- | -------------- | --------------------- | ------ |
| West McLaren Mercedes        | 01  | Mika Häkkinen         | McLaren MP4/14 | Mercedes-Benz 3.0 V10 | B      |
| West McLaren Mercedes        | 02  | David Coulthard       | McLaren MP4/14 | Mercedes-Benz 3.0 V10 | B      |
| Scuderia Ferrari Marlboro    | 03  | Mika Salo             | Ferrari F399   | Ferrari 3.0 V10       | B      |
| Scuderia Ferrari Marlboro    | 04  | Eddie Irvine          | Ferrari F399   | Ferrari 3.0 V10       | B      |
| Winfield Williams            | 05  | Alessandro Zanardi    | Williams FW21  | Supertec 3.0 V10      | B      |
| Winfield Williams            | 06  | Ralf Schumacher       | Williams FW21  | Supertec 3.0 V10      | B      |
| Benson & Hedges Jordan       | 07  | Damon Hill            | Jordan 199     | Mugen-Honda 3.0 V10   | B      |
| Benson & Hedges Jordan       | 08  | Heinz-Harald Frentzen | Jordan 199     | Mugen-Honda 3.0 V10   | B      |
| Mild Seven Benetton Playlife | 09  | Giancarlo Fisichella  | Benetton B199  | Playlife 3.0 V10      | B      |
| Mild Seven Benetton Playlife | 10  | Alexander Wurz        | Benetton B199  | Playlife 3.0 V10      | B      |
| Red Bull Sauber Petronas     | 11  | Jean Alesi            | Sauber C18     | Petronas 3.0 V10      | B      |
| Red Bull Sauber Petronas     | 12  | Pedro Diniz           | Sauber C18     | Petronas 3.0 V10      | B      |
| Arrows                       | 14  | Pedro de la Rosa      | Arrows A20     | Arrows 3.0 V10        | B      |
| Arrows                       | 15  | Toranosuke Takagi     | Arrows A20     | Arrows 3.0 V10        | B      |
| Stewart Ford                 | 16  | Rubens Barrichello    | Stewart SF3    | Ford Cosworth 3.0 V10 | B      |
| Stewart Ford                 | 17  | Johnny Herbert        | Stewart SF3    | Ford Cosworth 3.0 V10 | B      |
| Gauloises Prost Peugeot      | 18  | Olivier Panis         | Prost AP02     | Peugeot 3.0 V10       | B      |
| Gauloises Prost Peugeot      | 19  | Jarno Trulli          | Prost AP02     | Peugeot 3.0 V10       | B      |
| Fondmetal Minardi Ford       | 20  | Luca Badoer           | Minardi M01    | Ford 3.0 V10          | B      |
| Fondmetal Minardi Ford       | 21  | Marc Gené             | Minardi M01    | Ford 3.0 V10          | B      |
| British American Racing      | 22  | Jacques Villeneuve    | BAR 01         | Supertec 3.0 V10      | B      |
| British American Racing      | 23  | Ricardo Zonta         | BAR 01         | Supertec 3.0 V10      | B      |

## Klassifikation

### Qualifying
| Pos.                                                                       | Fahrer                | Konstrukteur       | Zeit     | Start |
| -------------------------------------------------------------------------- | --------------------- | ------------------ | -------- | ----- |
| 01                                                                         | Mika Häkkinen         | McLaren-Mercedes   | 1:18,156 | 01    |
| 02                                                                         | Eddie Irvine          | Ferrari            | 1:18,263 | 02    |
| 03                                                                         | David Coulthard       | McLaren-Mercedes   | 1:18,384 | 03    |
| 04                                                                         | Giancarlo Fisichella  | Benetton-Playlife  | 1:18,515 | 04    |
| 05                                                                         | Heinz-Harald Frentzen | Jordan-Mugen-Honda | 1:18,664 | 05    |
| 06                                                                         | Damon Hill            | Jordan-Mugen-Honda | 1:18,667 | 06    |
| 07                                                                         | Alexander Wurz        | Benetton-Playlife  | 1:18,733 | 07    |
| 08                                                                         | Rubens Barrichello    | Stewart-Ford       | 1:19,095 | 08    |
| 09                                                                         | Jacques Villeneuve    | BAR-Supertec       | 1:19,127 | 09    |
| 10                                                                         | Johnny Herbert        | Stewart-Ford       | 1:19,389 | 10    |
| 11                                                                         | Jean Alesi            | Sauber-Petronas    | 1:19,390 | 11    |
| 12                                                                         | Pedro Diniz           | Sauber-Petronas    | 1:19,782 | 12    |
| 13                                                                         | Jarno Trulli          | Prost-Peugeot      | 1:19,788 | 13    |
| 14                                                                         | Olivier Panis         | Prost-Peugeot      | 1:19,841 | 14    |
| 15                                                                         | Alessandro Zanardi    | Williams-Supertec  | 1:19,924 | 15    |
| 16                                                                         | Ralf Schumacher       | Williams-Supertec  | 1:19,945 | 16    |
| 17                                                                         | Ricardo Zonta         | BAR-Supertec       | 1:20,060 | 17    |
| 18                                                                         | Mika Salo             | Ferrari            | 1:20,369 | 18    |
| 19                                                                         | Luca Badoer           | Minardi-Ford       | 1:20,961 | 19    |
| 20                                                                         | Pedro de la Rosa      | Arrows             | 1:21,328 | 20    |
| 21                                                                         | Toranosuke Takagi     | Arrows             | 1:21,675 | 21    |
| 22                                                                         | Marc Gené             | Minardi-Ford       | 1:21,867 | 22    |
| 107-Prozent-Zeit: 1:23,627 min (bezogen auf die Bestzeit von 1:18,156 min) |                       |                    |          |       |

### Rennen
| Pos. | Fahrer                | Konstrukteur       | Runden | Stopps | Zeit        | Start | Schnellste Runde |
| ---- | --------------------- | ------------------ | ------ | ------ | ----------- | ----- | ---------------- |
| 01   | Mika Häkkinen         | McLaren-Mercedes   | 77     | 2      | 1:46:23,536 | 01    | 1:20,710 (44.)   |
| 02   | David Coulthard       | McLaren-Mercedes   | 77     | 2      | + 9,706     | 03    | 1:20,699 (69.)   |
| 03   | Eddie Irvine          | Ferrari            | 77     | 2      | + 27,228    | 02    | 1:21,010 (62.)   |
| 04   | Heinz-Harald Frentzen | Jordan-Mugen-Honda | 77     | 2      | + 31,815    | 05    | 1:20,991 (71.)   |
| 05   | Rubens Barrichello    | Stewart-Ford       | 77     | 1      | + 43,808    | 08    | 1:21,707 (38.)   |
| 06   | Damon Hill            | Jordan-Mugen-Honda | 77     | 2      | + 55,726    | 06    | 1:21,180 (31.)   |
| 07   | Alexander Wurz        | Benetton-Playlife  | 77     | 2      | + 1:01,012  | 07    | 1:21,539 (71.)   |
| 08   | Jarno Trulli          | Prost-Peugeot      | 76     | 2      | + 1 Runde   | 13    | 1:21,936 (45.)   |
| 09   | Ralf Schumacher       | Williams-Supertec  | 76     | 2      | + 1 Runde   | 16    | 1:21,745 (48.)   |
| 10   | Olivier Panis         | Prost-Peugeot      | 76     | 1      | + 1 Runde   | 14    | 1:22,587 (59.)   |
| 11   | Johnny Herbert        | Stewart-Ford       | 76     | 1      | + 1 Runde   | 10    | 1:22,455 (70.)   |
| 12   | Mika Salo             | Ferrari            | 75     | 1      | + 2 Runden  | 18    | 1:22,681 (49.)   |
| 13   | Ricardo Zonta         | BAR-Supertec       | 75     | 3      | + 2 Runden  | 17    | 1:21,343 (32.)   |
| 14   | Luca Badoer           | Minardi-Ford       | 75     | 2      | + 2 Runden  | 19    | 1:23,456 (45.)   |
| 15   | Pedro de la Rosa      | Arrows             | 75     | 2      | + 2 Runden  | 20    | 1:23,520 (47.)   |
| 16   | Jean Alesi            | Sauber-Petronas    | 74     | 3      | DNF         | 11    | 1:20,830 (45.)   |
| 17   | Marc Gené             | Minardi-Ford       | 74     | 1      | + 3 Runden  | 22    | 1:24,807 (28.)   |
| –    | Jacques Villeneuve    | BAR-Supertec       | 60     | 2      | DNF         | 09    | 1:21,975 (49.)   |
| –    | Giancarlo Fisichella  | Benetton-Playlife  | 52     | 1      | DNF         | 04    | 1:21,469 (51.)   |
| –    | Toranosuke Takagi     | Arrows             | 26     | 1      | DNF         | 21    | 1:25,483 (11.)   |
| –    | Pedro Diniz           | Sauber-Petronas    | 19     | 0      | DNF         | 12    | 1:22,452 (19.)   |
| –    | Alessandro Zanardi    | Williams-Supertec  | 10     | 0      | DNF         | 15    | 1:24,297 (07.)   |

## WM-Stände nach dem Rennen
Die ersten sechs des Rennens bekamen 10, 6, 4, 3, 2 bzw. 1 Punkt(e). 

### Fahrerwertung
| Pos. | Fahrer                | Konstrukteur         | Punkte |
| ---- | --------------------- | -------------------- | ------ |
| 01   | Eddie Irvine          | Ferrari              | 56     |
| 02   | Mika Häkkinen         | McLaren-Mercedes     | 54     |
| 03   | David Coulthard       | McLaren-Mercedes     | 36     |
| 04   | Heinz-Harald Frentzen | Jordan-Mugen-Honda   | 36     |
| 05   | Michael Schumacher    | Ferrari              | 32     |
| 06   | Ralf Schumacher       | Williams-Supertec    | 22     |
| 07   | Giancarlo Fisichella  | Benetton-Playlife    | 13     |
| 08   | Rubens Barrichello    | Stewart-Ford         | 12     |
| 09   | Mika Salo             | Ferrari/BAR-Supertec | 6      |
| 10   | Damon Hill            | Jordan-Mugen-Honda   | 6      |
| 11   | Alexander Wurz        | Benetton-Playlife    | 3      |
| 12   | Pedro Diniz           | Sauber-Petronas      | 3      |

| Pos. | Fahrer             | Konstrukteur      | Punkte |
| ---- | ------------------ | ----------------- | ------ |
| 13   | Johnny Herbert     | Stewart-Ford      | 2      |
| 14   | Olivier Panis      | Prost-Peugeot     | 2      |
| 15   | Jarno Trulli       | Prost-Peugeot     | 1      |
| 16   | Jean Alesi         | Sauber-Petronas   | 1      |
| 17   | Pedro de la Rosa   | Arrows            | 1      |
| 18   | Toranosuke Takagi  | Arrows            | 0      |
| 19   | Marc Gené          | Minardi-Ford      | 0      |
| 20   | Luca Badoer        | Minardi-Ford      | 0      |
| 21   | Alessandro Zanardi | Williams-Supertec | 0      |
| 22   | Ricardo Zonta      | BAR-Supertec      | 0      |
| –    | Jacques Villeneuve | BAR-Supertec      | 0      |
| –    | Stéphane Sarrazin  | Minardi-Ford      | 0      |

### Konstrukteurswertung
| Pos. | Konstrukteur       | Punkte |
| ---- | ------------------ | ------ |
| 01   | Ferrari            | 94     |
| 02   | McLaren-Mercedes   | 90     |
| 03   | Jordan-Mugen-Honda | 42     |
| 04   | Williams-Supertec  | 22     |
| 05   | Benetton-Playlife  | 16     |
| 06   | Stewart-Ford       | 14     |

| Pos. | Konstrukteur    | Punkte |
| ---- | --------------- | ------ |
| 07   | Sauber-Petronas | 4      |
| 08   | Prost-Peugeot   | 3      |
| 09   | Arrows          | 1      |
| 10   | BAR-Supertec    | 0      |
| 11   | Minardi-Ford    | 0      |